# Луміс (Вашингтон)
Луміс (англ. Loomis) — переписна місцевість (CDP) в США, в окрузі Оканоган штату Вашингтон. Населення — 161 особа (2020).

## Географія
Луміс розташований за координатами 48°49′25″ пн. ш. 119°38′23″ зх. д. / 48.82361° пн. ш. 119.63972° зх. д. (48.823494, -119.639773).  За даними Бюро перепису населення США в 2010 році переписна місцевість мала площу 2,24 км², уся площа — суходіл.

### Клімат
| Клімат : Луміс          | Клімат : Луміс | Клімат : Луміс | Клімат : Луміс | Клімат : Луміс | Клімат : Луміс | Клімат : Луміс | Клімат : Луміс | Клімат : Луміс | Клімат : Луміс | Клімат : Луміс | Клімат : Луміс | Клімат : Луміс | Клімат : Луміс |
| Показник                | Січ.           | Лют.           | Бер.           | Квіт.          | Трав.          | Черв.          | Лип.           | Серп.          | Вер.           | Жовт.          | Лист.          | Груд.          | Рік            |
| Абсолютний максимум, °C | 11,5           | 12,7           | 19,9           | 26,7           | 34,3           | 37,1           | 37,6           | 36,4           | 34,2           | 26,4           | 15,5           | 9,4            | 37,6           |
| Середній максимум, °C   | 0,1            | 2,5            | 6,4            | 11,5           | 16,3           | 20,0           | 24,6           | 24,6           | 19,7           | 11,3           | 3,2            | −1,3           | 11,6           |
| Середня температура, °C | −3,2           | −1,4           | 1,7            | 5,9            | 10,3           | 14,0           | 18,2           | 18,3           | 13,8           | 6,7            | −0,1           | −4,5           | 6,7            |
| Середній мінімум, °C    | −6,6           | −5,4           | −3             | 0,4            | 4,4            | 7,9            | 11,7           | 11,9           | 7,9            | 2,2            | −3,3           | −7,7           | 1,7            |
| Абсолютний мінімум, °C  | −24,9          | −25,2          | −16,5          | −6,9           | −2,3           | 1,4            | 3,6            | 2,8            | −0,8           | −12,3          | −22,7          | −27,3          | −27,3          |
| Норма опадів, мм        | 42             | 40             | 35             | 30             | 41             | 49             | 32             | 21             | 16             | 28             | 50             | 53             | 436            |
| Вологість повітря, %    | 77.7           | 68.7           | 63.3           | 55.6           | 53.9           | 52.5           | 42.9           | 40.8           | 45.4           | 59.3           | 76.0           | 78.5           | 59.5           |
| ----------------------- | -------------- | -------------- | -------------- | -------------- | -------------- | -------------- | -------------- | -------------- | -------------- | -------------- | -------------- | -------------- | -------------- |
| Джерело: PRISM          |                |                |                |                |                |                |                |                |                |                |                |                |                |

## Демографія
Згідно з переписом 2010 року, у переписній місцевості мешкало 159 осіб у 67 домогосподарствах у складі 47 родин. Густота населення становила 71 особа/км².  Було 93 помешкання (41/км²).
Расовий склад населення:
| - 81,1 % — білих - 1,3 % — корінних американців - 15,7 % — осіб інших рас |

До двох чи більше рас належало 1,9 %. Частка іспаномовних становила 25,8 % від усіх жителів.
За віковим діапазоном населення розподілялося таким чином: 23,9 % — особи молодші 18 років, 54,1 % — особи у віці 18—64 років, 22,0 % — особи у віці 65 років та старші. Медіана віку мешканця становила 44,6 року. На 100 осіб жіночої статі у переписній місцевості припадало 127,1 чоловіків;  на 100 жінок у віці від 18 років та старших — 116,1 чоловіків також старших 18 років.
Цивільне працевлаштоване населення становило 0 осіб. 